# San Sísoes Magno
San Sísoes Magno, San Sísoes de Egipto, Sísoes el Grande, Sísoes de Escetas, o Sísoes Abad, fue un anacoreta egipcio nacido en el siglo IV y muerto en 429, que se retiró al desierto, a la misma cueva donde había estado Antonio Abad. Las iglesias ortodoxa y católica lo veneran como un santo.

## Trayectoria
En su juventud decidió retirarse del mundo y se instaló en el desierto de Escetas bajo la dirección del abad Hor. Pero el deseo de alejarse aún más le llevó a cruzar el Nilo para reunirse en la montaña donde tiempo atrás había muerto Antonio Abad. Pasó sesenta años en el monte Qolzoum, cerca de Clysma, y con el tiempo los peregrinos vistos desde lejos acudieron en masa para recibir consejo del Padre de la Tebaida. También fue un fuerte opositor del arrianismo.
Fue canonizado. Las iglesias ortodoxa y católica le conmemoran el 6 de julio (anteriormente el 4 y el 5 respectivamente).

## Iconografía
Se le representa muchas veces como un hombre anciano, calvo y con una gran barba, mirando un cadáver en una tumba, normalmente la de Alejandro Magno: así aparece en la iglesia de San Giorgio dei Greci en Venecia  o en el monasterio de la Gran Laura del Monte Athos).

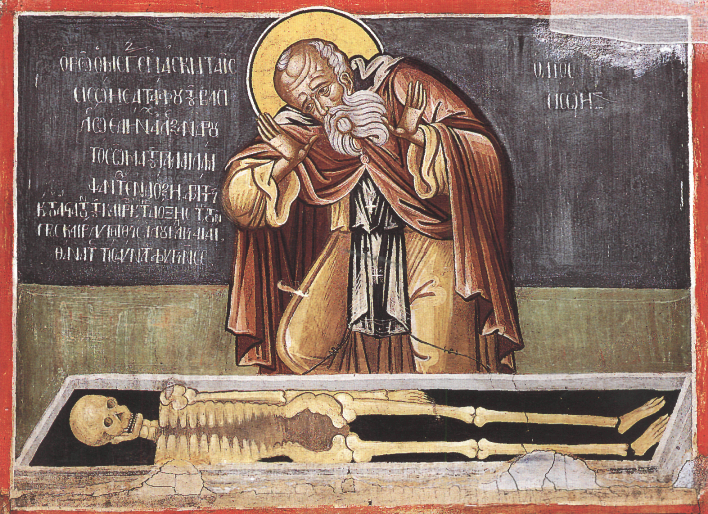
Sísoes frente a la tumba de Alejandro, monasterio Varlaam, siglo XVI.
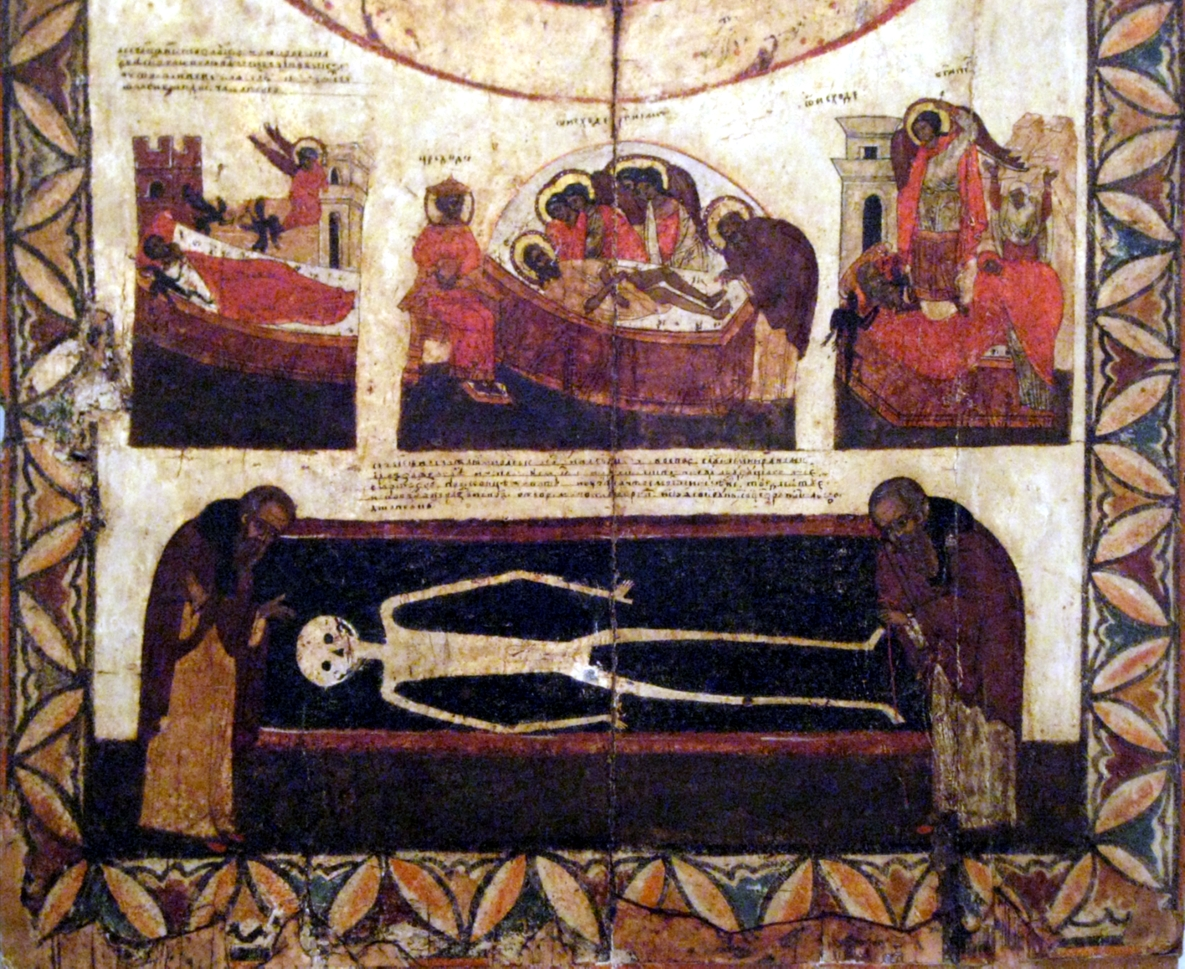
Puerta norte de un iconostasio en Veliki Nóvgorod, detalle, siglo XVI.